# اندرو فلمینگ
اندرو فلمینگ (انگلیسی: Andrew Fleming؛ زادهٔ ۱۴ مارس ۱۹۶۳) فیلم‌نامه‌نویس و کارگردان اهل ایالات متحده آمریکا است. وی از سال ۱۹۸۸ میلادی تاکنون مشغول فعالیت بوده‌است.
از کارهای او می‌توان به کارگردانی فیلم‌های دیک و نانسی درو اشاره کرد.